# Melinoides conspicua
Melinoides conspicua là một loài bướm đêm trong họ Geometridae.